# ایگریا (گیاه)
ایگریا (به انگلیسی: Egeria) یک جنس از سه گونه از گیاهان آبزی در خانواده تخت‌قورباغه‌ایان است که در سال ۱۸۴۹ به عنوان یک سرده توصیف شد بومی آمریکای جنوبی گرم و معتدل است.

## بوم‌شناسی
ایگریا در بسیاری از مناطق معتدل و نیمه گرمسیری در سراسر جهان به عنوان یک گونه معرفی شده یا «بیگانه» یافت می‌شود، به معنای گونه ای که از منطقه ای که در آن یافت می‌شود منشأ نمی‌گیرد. در بسیاری از نقاط، به ویژه در اروپا، گیاهان سریع رشد و سازگاری مانند Egeria می‌توانند به سرعت پخش شوند و به گیاهان بومی و حیات وحش آسیب زیادی وارد کنند.

## طبقه‌بندی
این جنس قبلاً در جنس مربوط به Elodea قرار می‌گرفت، که از نظر داشتن برگ‌های چهار یا بیشتر، نه سه تایی، و در داشتن گل‌های برجسته‌تر با گلبرگ‌های بزرگ‌تر (به ویژه پهن‌تر) متفاوت است.

### گونه‌ها
این جنس شامل گونه‌های زیر است:
- Egeria densa Planch. – S + SE برزیل، شمال شرقی آرژانتین، پاراگوئه، اروگوئه؛ تابعیت در مناطق پراکنده در اروپا، آفریقا، چین، نیوزیلند، هاوایی، ایالات متحده آمریکا، مزوامریکا، هند غربی
- Egeria heterostemon S.Koehler & CPBove – برزیل
- Egeria najas Planch. – S + SE + E برزیل، شمال شرقی آرژانتین، پاراگوئه، اروگوئه